# Héroe de la Unión Soviética
Héroe de la Unión Soviética (en ruso: Герой Советского Союза, Guerói Sovétskogo Soyuza) fue el más alto título honorario y el grado de distinción superior de la Unión Soviética. Incluía la Orden de Lenin y, como señal de excelencia, la medalla de la Estrella Dorada con el certificado de la hazaña (grámota), concedido por el Presidium del Sóviet Supremo de la Unión Soviética. El galardón fue establecido el 16 de abril de 1934.

## Historia
La condecoración fue instituida el 16 de abril de 1934 por el Comité Ejecutivo Central de la Unión Soviética. En un principio, los primeros galardonados sólo recibían la Orden de Lenin, la más alta condecoración soviética, junto con un certificado (грамота, grámota) del Presidium del Soviet Supremo de la URSS en el que se describía la hazaña. Dado que la Orden de Lenin podía concederse por hechos que no reunían los requisitos para el título de héroe, y para distinguir a los héroes de los demás titulares de la Orden de Lenin, el 1 de agosto de 1939 se introdujo la medalla de la Estrella de Oro.
Un héroe podía volver a recibir el título por una hazaña heroica posterior con una medalla Estrella de Oro y un certificado adicionales. La práctica de conceder Órdenes de Lenin adicionales cuando el título se concedía varias veces fue abolida por el Soviet Supremo de la URSS en 1988 durante la perestroika.Se concedió el título a 44 ciudadanos extranjeros.
El título sólo podía ser revocado por el Presidium del Soviet Supremo.
Más de 12 500 personas recibieron esta distinción. La gran mayoría durante la Gran Guerra Patria (11 635 Héroes de la URSS, 101 en dos ocasiones, 4 en tres ocasiones y 2 en cuatro ocasiones). Un héroe famoso fue Aleksandr Matrósov que recibió de manera póstuma por haber muerto al bloquear una ametralladora enemiga con su propio cuerpo. También recibió la condecoración a título póstumo el español Rubén Ruiz Ibárruri, único hijo varón de Dolores Ibárruri La Pasionaria, caído durante la durísima batalla por el control de la estación central en la Batalla de Stalingrado.
Los primeros en recibir la distinción fueron los pilotos: Liapidevsky, Levanevsky, Vasili Molokov, Mavrikiy Slepniov, Nikolái Kamanin, Iván Doronin y Vodopiánov, que participaron en la búsqueda y rescate de la tripulación del vapor Cheliuskin, que se hundió en aguas del Ártico el 13 de febrero de 1934.
Hay casos curiosos, como el de Lev Shestakov quien reclamó el título al presentar pruebas de que había derribado y matado a Hans-Ulrich Rudel, el as de Stuka que voló en pedazos al acorazado ruso Marat en Kronstad-Leningrado. Shestakov que estaba de patrulla observó el aterrizaje de emergencia de un Stuka y luego cuando ya se acercaban vio otro Stuka aterrizar, así que él y sus soldados apuraron el paso, pues los blancos se veían «interesantes».
Al llegar al sector donde habían aterrizado los alemanes vio que ambos aparatos estaban en llamas y a sus respectivas tripulaciones correr al escape, Shestakov reconoció que uno de los aparatos era el de Rudel, a cuya cabeza se había puesto precio, así que salieron entusiastamente en su persecución por espacio de 6 km, uno de los tiradores rusos abatió a un piloto e hirió gravemente a su ametrallador, la otra pareja siguió su escapatoria hasta alcanzar el Dniéster, al llegar a la orilla no pudieron ver a nadie en la otra orilla, así que Shestakov asumió que el piloto abatido podía ser Rudel, así que tomó partes del Stuka de Rudel y otras pruebas y pomposamente reclamó el premio ofrecido por Iósif Stalin y título al presentarse como el ruso que derribó a Rudel y lo mató, recibiendo el trato de noble Shestakov y Héroe de la Unión Soviética. Sin querer, Rudel que sobrevivió al cruce del Dniéster y logró llegar a sus líneas (no así su ametrallador Henschel) otorgó a Shestakov una de las más altas condecoraciones rusas.
Otro personaje que recibió esta distinción fue el español Ramón Mercader, agente del servicio de seguridad NKVD, conocido por asesinar el 21 de agosto de 1940 al político y revolucionario León Trotski.
Tras la disolución de la Unión Soviética, a finales de 1991, el título de Héroe de la Unión Soviética título fue sucedido en Rusia por el de Héroe de la Federación Rusa, en Ucrania por el de Héroe de Ucrania y en Bielorrusia por el de Héroe de Bielorrusia.
La aviadora Marina Raskova, conocida como la «Amelia Earhart» soviética, fue la primera mujer condecorada con el honor Héroe de la Unión Soviética.
También los liquidadores nucleares de Chernóbil.

## Galería

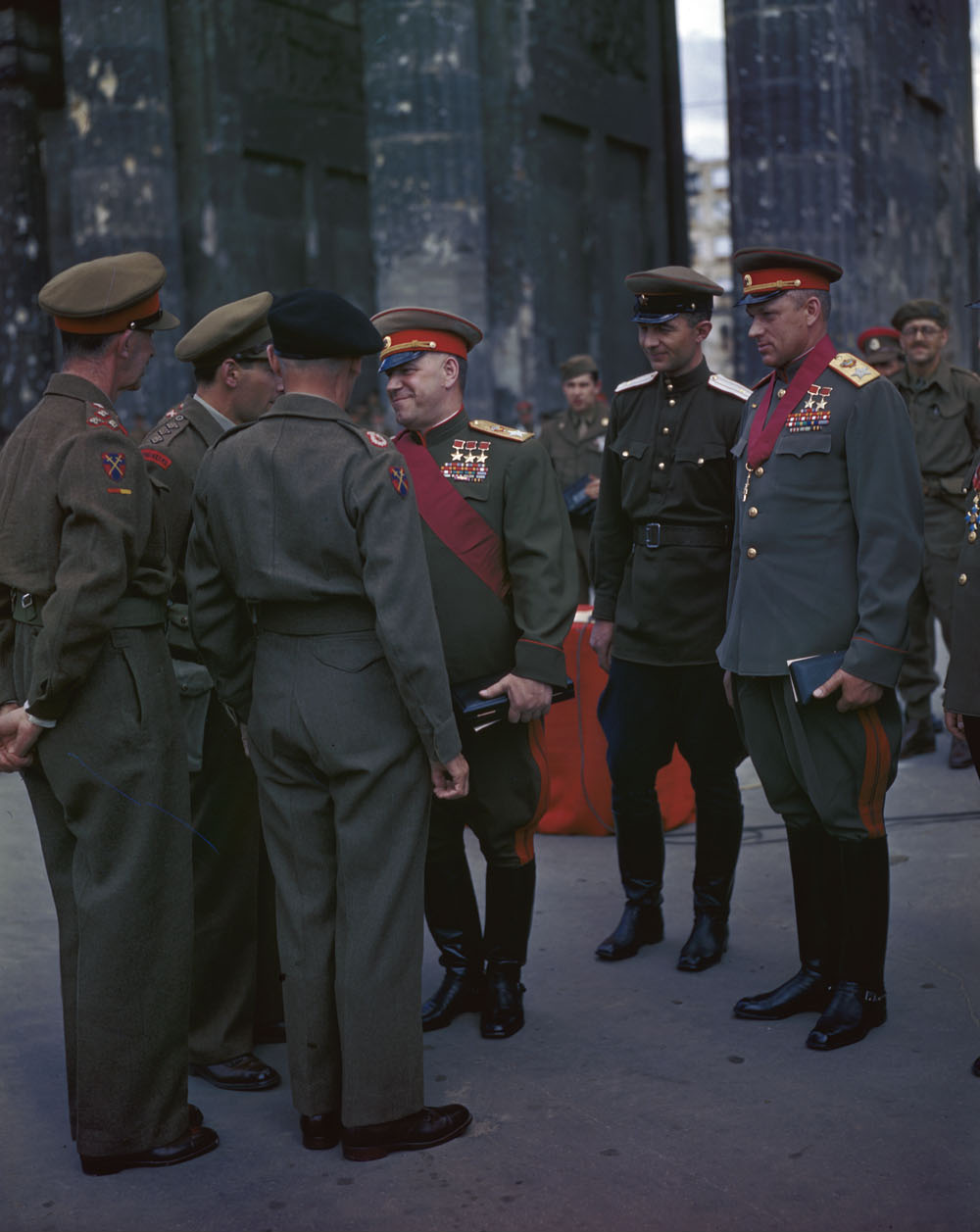
Gueorgui Zhúkov (centro) portando tres medallas de Héroe de la Unión Soviética y Konstantín Rokossovski (derecha) portando dos.
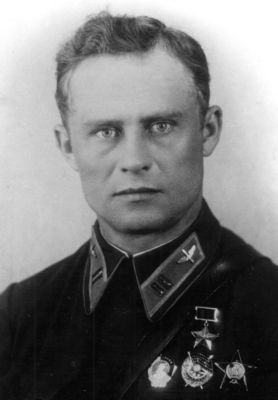
Héroe de la Unión Soviética Coronel Endel Puusepp
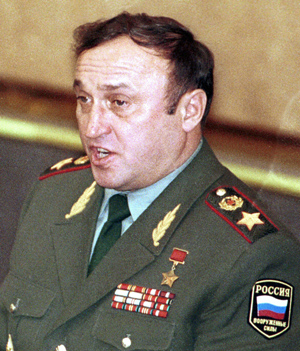
Héroe de la Unión Soviética General Pável Grachov
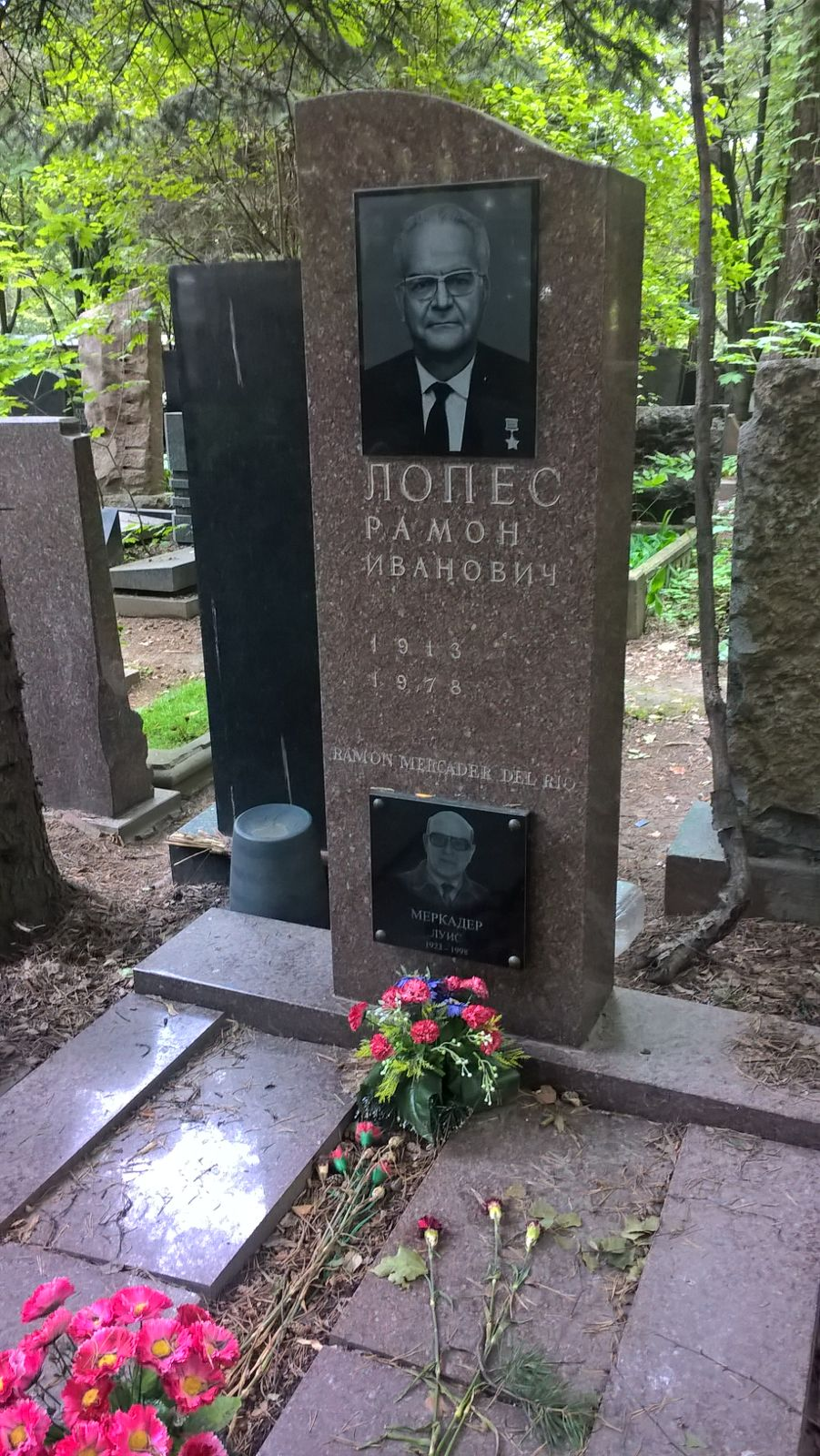
Héroe de la Unión Soviética Ramón Mercader, agente del NKVD y asesino de León Trotski